# Bague-scarabée

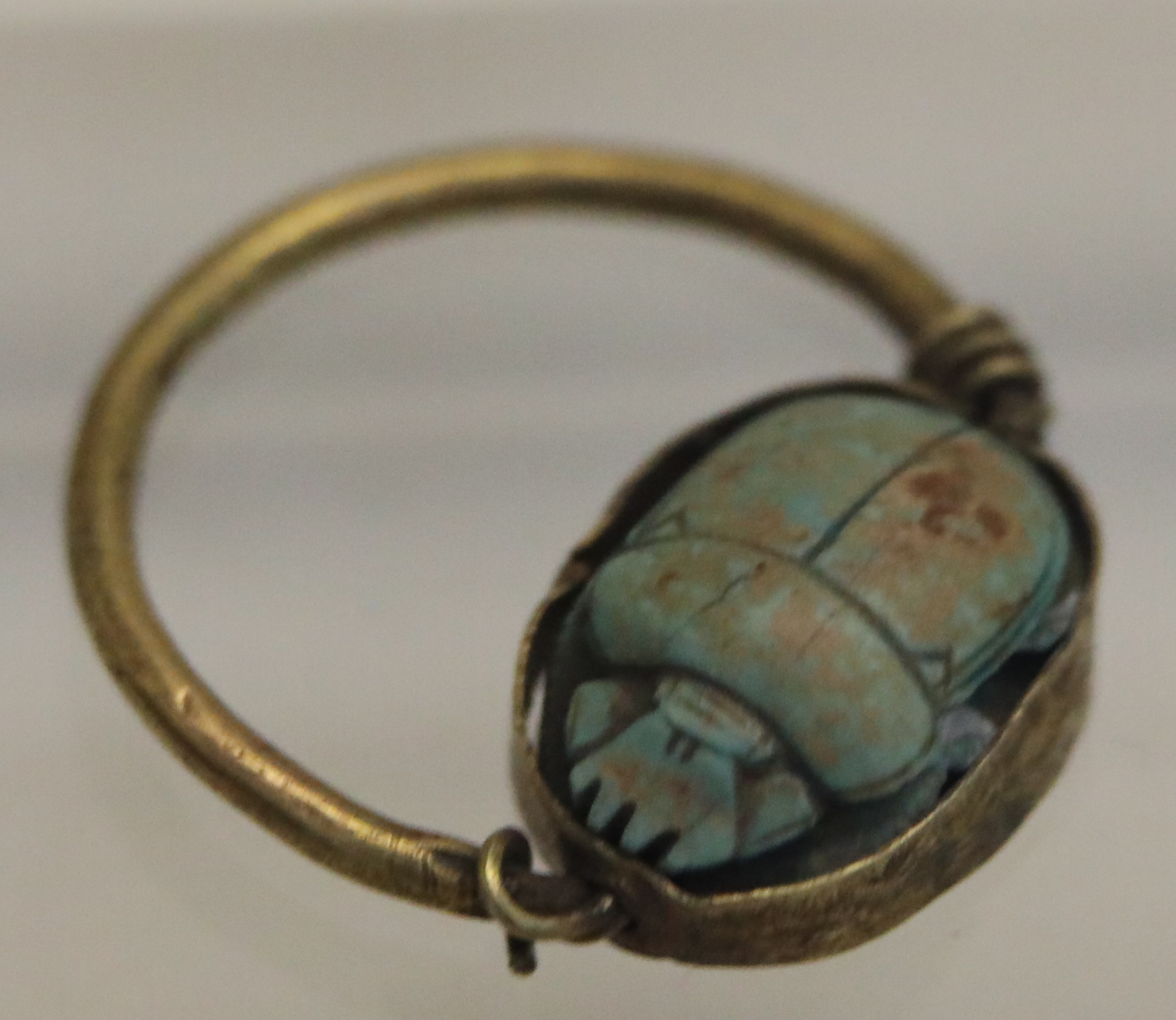
Bague-scarabée de Thoutmôsis III

La bague-scarabée est un style de bague à doigt dont le chaton est constitué d'une petite sculpture d'un scarabée, très populaire à partir du Moyen Empire,.
Le design du chaton a été développé à la fin de l'Ancien Empire en tant que sceau/amulette, le scarabée représentant le dieu Rê. La stéatite glacée était le matériau le plus populaire, bien que lorsque les scarabées ont séjourné dans des conditions humides, le glaçage n'ait pas survécu jusqu'à aujourd'hui,. À l'origine, ils étaient attachés aux doigts avec du fil, mais plus tard, on utilisa du fil d'or, dont les enroulements reprenaient le modèle du fil. Des bagues de scarabée avec des anneaux plus épais se sont développées au cours de la Deuxième Période intermédiaire. Le scarabée lui-même était monté avec un fil d'or passant en son centre, sur lequel il pouvait pivoter. L'or et l'argent étaient également utilisés.
Un dernier développement a eu lieu pendant la période amarnienne où, au lieu d'être sculpté, le scarabée était moulé comme partie intégrante de l'anneau.